# Sentido de la vida

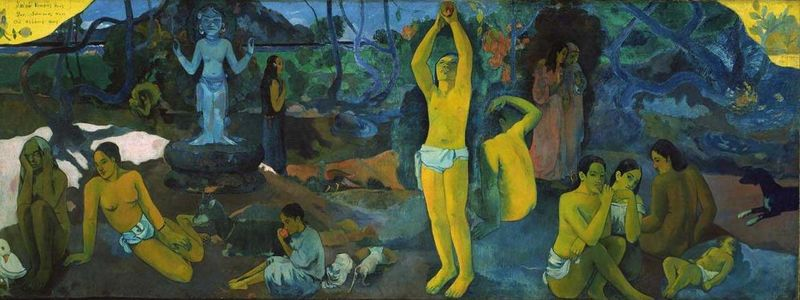
¿De dónde venimos? ¿Quiénes somos? ¿A dónde vamos? (óleo de Paul Gauguin, 1897).

La cuestión del sentido de la vida ha llevado a distintas interrogaciones sobre el objetivo y el significado de la vida, o de la existencia más en general, o del Universo, de manera que surgen preguntas como ¿por qué estamos aquí?, ¿de dónde venimos? o ¿a dónde vamos? a lo largo de la historia, y en todas las civilizaciones.

## Concepto
El sentido de la vida está profundamente mezclado con las concepciones filosóficas y religiosas de la existencia, la conciencia y la felicidad, y afecta a muchas otras cuestiones tales como el significado simbólico, la ontología, el valor, el propósito, la ética, el bien y el mal, el libre albedrío, las concepciones de Dios, la existencia de Dios, el alma y el más allá. También desde el humanismo y la literatura son amplias las aportaciones y reflexiones sobre estas cuestiones. 
Las contribuciones científicas son más indirectas; mediante la descripción de los hechos empíricos sobre el universo, la ciencia ofrece un contexto y establece los parámetros para las conversaciones sobre temas relacionados. 
Una alternativa centrada en el ser humano en sí mismo, alejada de las concepciones religiosas o más globales, es la pregunta «¿Cuál es el significado de mi vida?». El valor de la cuestión relativa a la finalidad de la vida puede coincidir con la consecución de la realidad última, o un sentimiento de unidad, o una sensación de lo sagrado. Aunque aquí volvemos al campo religioso. Sin embargo, esta reflexión ético-filosófica-religiosa puede llevar a la realización de la inutilidad misma de la vida o al menos de la reflexión sobre el sentido de esta. Un buen ejemplo de este tipo de respuestas las encontramos entre los autores pertenecientes al nihilismo, corriente que toma como base la negación de uno o más de los supuestos sentidos de la vida.

## Distintas formulaciones

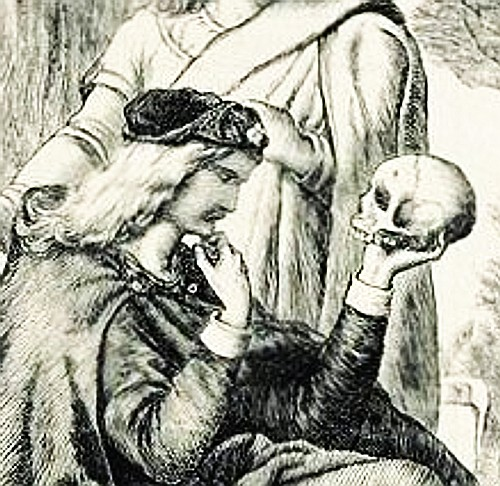
Hamlet con el cráneo de Yorick.

Las preguntas sobre el significado de la vida se han expresado de muchas formas, incluyendo las siguientes:
- ¿Cuál es el sentido de la vida? ¿Quiénes somos?[1][2][3][4][5][6][7]
- ¿Por qué estamos aquí? ¿Para qué estamos aquí?[7][8][9][10][11][12]
- ¿Cuál es el origen de la vida?[13]
- ¿Cuál es la naturaleza de la vida? ¿Cuál es la naturaleza de la realidad?[13][14][15]
- ¿Cuál es el propósito de la vida? ¿Cuál es el propósito de nuestra vida?[4][7][14][16][17]
- ¿Cuál es el significado de la vida? - véase también
- ¿Qué es lo significativo y valioso en la vida?[18]
- ¿Cuál es el valor de la vida?[19]
- ¿Cuál es la razón para vivir? ¿Para qué estamos viviendo?[12][20]

Estas preguntas han dado lugar a una amplia gama de argumentos y respuestas que compiten entre sí y que abarcan desde teorías científicas hasta explicaciones filosóficas, teológicas y espirituales.

## Perspectivas filosóficas occidentales

### El sentido de la vida durante la Grecia Clásica

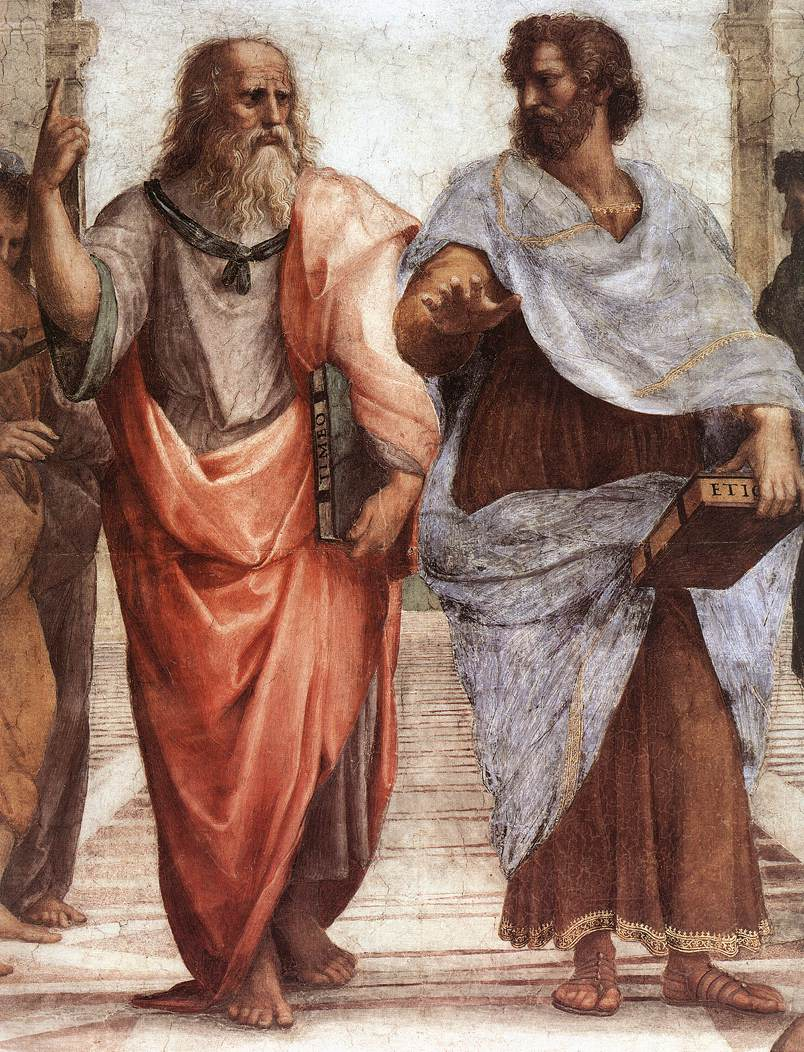
Platón y Aristóteles en La escuela de Atenas fresco, de Rafael. Platón está señalando hacia el cielo, y Aristóteles gesticula al mundo.

#### Platonismo
Platón, seguidor de Sócrates, fue uno de los primeros y más influyentes filósofos. Su fama se debe a su idealismo, es decir, la creencia en la existencia de universales. En su Teoría de las formas, lo común no existe físicamente, como los objetos, sino como formas celestiales. En La república, Sócrates describe, en una de sus intervenciones, una idea de bien. 
Para el platonismo, el sentido de la vida se halla en la consecución de una forma superior de conocimiento, la cual es la idea (forma) del bien, de la cual todo lo bueno y lo justo obtiene utilidad y valor.

#### Aristotelismo
Aristóteles, discípulo de Platón, fue otro influyente filósofo, el cual argumentaba que el conocimiento ético no es conocimiento certero (como la metafísica y la epistemología), sino que es un conocimiento general. Dado que no es una disciplina teórica, una persona ha de estudiar y ponerlo en práctica para ser bueno, y entonces para que una persona llegara a ser virtuosa, no bastaba con estudiar en qué consiste la virtud, sino que tenía que ser virtuoso mediante actividades virtuosas. con este fin, Aristóteles estableció lo que es virtuoso:

Todas las artes, todas las indagaciones metódicas del espíritu, lo mismo que todos nuestros actos y todas nuestras determinaciones morales, tienen al parecer siempre por mira algún bien que deseamos conseguir; y por esta razón ha sido exactamente definido el bien, cuando se ha dicho que es el objeto de todas nuestras aspiraciones.
Ética a Nicómaco. Libro primero. I.

Sin embargo, si el acto A tiene como finalidad B, y B, a su vez tiene como finalidad C, C habría de tener también un objetivo, de modo que continuaría el patrón hasta que algo detuviera la regresión infinita. La solución de Aristóteles era el Bien Supremo, que sería deseable de por sí, siendo él su propia meta. El Bien Supremo no sería deseable con el objetivo de obtener otro bien, siendo todos los bienes deseables por sí mismos. Esto implica conseguir la eudaimonia, que se suele traducir por felicidad, bienestar y excelencia.

#### Cinismo
Antístenes, un alumno de Sócrates, planteó por primera vez las líneas generales del cinismo, afirmando que el propósito de la vida es vivir una vida de Virtud que concuerde con la Naturaleza. La felicidad se basa en ser autosuficiente y dominar la propia actitud mental ; el sufrimiento es la consecuencia de juicios de valor erróneos , que provocan emociones negativas y un carácter vicioso concomitante.
La vida cínica rechaza los deseos convencionales de riqueza, poder, salud y fama, al estar libre de las posesiones adquiridas en la búsqueda de lo convencional. Como criaturas capaces de razonar, las personas podrían alcanzar la felicidad a través de un entrenamiento riguroso, viviendo de una manera natural para los seres humanos. El mundo pertenece a todos por igual, por lo que el sufrimiento es causado por juicios falsos sobre lo que es valioso y lo que no tiene valor según las costumbres y convenciones de la sociedad.

#### Cirenaicismo
Aristipo de Cirene, un alumno de Sócrates, fundó una escuela socrática temprana que ponía el énfasis en un solo lado de las enseñanzas de Sócrates: que la felicidad es uno de los fines de la acción moral y que el placer es el bien supremo; Por lo tanto, una visión del mundo hedonista, en la cual la gratificación corporal es más intensa que el placer mental. Los cirenaicos prefieren la gratificación inmediata antes que alcanzar a largo plazo una gratificación postergada ; negarlo es una infelicidad desagradable.

#### Epicureísmo
Epicuro, alumno del seguidor del platónico Pánfilo de Samos y del pirronista Nausífanes, enseñó que el mayor bien es buscar placeres modestos, alcanzar la tranquilidad y liberarse del miedo (ataraxia) a través del conocimiento, la amistad y la vida virtuosa y templada; el dolor corporal (aponia) está ausente por el conocimiento que uno tiene del funcionamiento del mundo y de los límites de los propios deseos. Combinados, la libertad del dolor y la libertad del miedo se transforman en la felicidad en su forma más elevada. Lo que Epicuro elogia como el disfrute de placeres simples es la "abstención" cuasi ascética del sexo y los apetitos:

"Cuando decimos ... que el placer es el fin y el objetivo, no nos referimos a los placeres de los pródigos o los placeres de la sensualidad, como algunos entienden, por ignorancia, prejuicio o tergiversación deliberada. Por placer, nos referimos a la ausencia de dolor en el cuerpo y de problemas en el alma. No es por una sucesión ininterrumpida de episodios de bebida y juerga, ni por lujuria sexual, ni por el disfrute del pescado y otras delicias de una mesa lujosa, que producen una vida agradable; es un razonamiento sobrio, buscando los fundamentos de cada elección y evitación, y desterrando esas creencias a través de las cuales el mayor tumulto toma posesión del alma ".
Epicuro

El significado epicúreo de la vida rechaza la inmortalidad y el misticismo; hay un alma, pero es tan mortal como el cuerpo. No hay vida después de la muerte, sin embargo, uno no debe temer a la muerte, porque "la muerte no es nada para nosotros; porque lo que está disuelto no tiene sensación, y lo que carece de sensación no es nada para nosotros."

#### Estoicismo
Zenón de Citio, un alumno de Crates de Tebas, estableció la escuela que enseña que vivir de acuerdo con la razón y la virtud consiste en estar en armonía con el orden divino del universo, a lo que se llega necesariamente por el reconocimiento del logos universal, o razón, un valor esencial de todos los humanos. El significado de la vida es "estar libre de sufrimiento" a través de la apatheia (Gr: απαθεια), que es ser objetivo y tener "juicio claro", mas no indiferencia.
Las principales directrices del estoicismo son la virtud, la razón y la ley natural, las cuales se respetan para desarrollar el autocontrol personal y la fortaleza mental como medio para superar las emociones destructivas. El estoico no busca extinguir las emociones, sino que solo aspira a evitar problemas emocionales, desarrollando un juicio claro y una calma interior a través de la lógica, la reflexión y la concentración diligentemente practicadas.
El fundamento ético estoico es que "el bien reside en el estado del alma", ejemplificado en la sabiduría y el autocontrol, mejorando así el bienestar espiritual del individuo: "La virtud consiste en una voluntad que está de acuerdo con la Naturaleza". El principio se aplica de este modo a las relaciones personales: "estar libre de ira, envidia y celos".

### El sentido de la vida durante la Ilustración
La Ilustración y el colonialismo cambiaron la naturaleza de la filosofía europea y la exportaron a todo el mundo. La devoción y la sumisión a Dios fueron reemplazadas en gran medida por las nociones de derechos naturales inalienables y las potencialidades de la razón, y los ideales universales de amor y compasión dieron paso a las nociones civiles de libertad, igualdad y ciudadanía. El significado de la vida también cambió, centrándose menos en la relación de la humanidad con Dios y más en la relación entre los individuos y su sociedad. Esta era rebosa de teorías que equiparan la existencia significativa con el orden social.

#### Liberalismo
Las ideas liberales son un conjunto de ideas que surgieron en los siglos XVII y XVIII, a partir de conflictos entre, por un lado, una clase creciente, rica y propietaria y, por otro, las órdenes aristocráticas y religiosas establecidas que dominaban Europa. El liberalismo presenta a los humanos como seres con derechos naturales inalienables (incluido el derecho a retener la riqueza generada por el propio trabajo) y busca medios para equilibrar los derechos en toda la sociedad. En términos generales, considera que la libertad individual es el objetivo más importante, porque solo a través de la libertad garantizada se protegen los otros derechos inherentes.
Hay muchas formas y derivaciones del liberalismo, pero sus concepciones centrales del significado de la vida se remontan a tres ideas principales. Pensadores tempranos como John Locke, Jean-Jacques Rousseau y Adam Smith entendían que la humanidad comenzaba en estado natural, luego encontraba el significado de la existencia a través del trabajo y la propiedad y utilizando contratos sociales para crear un entorno que respaldara esos esfuerzos.

#### Criticismo

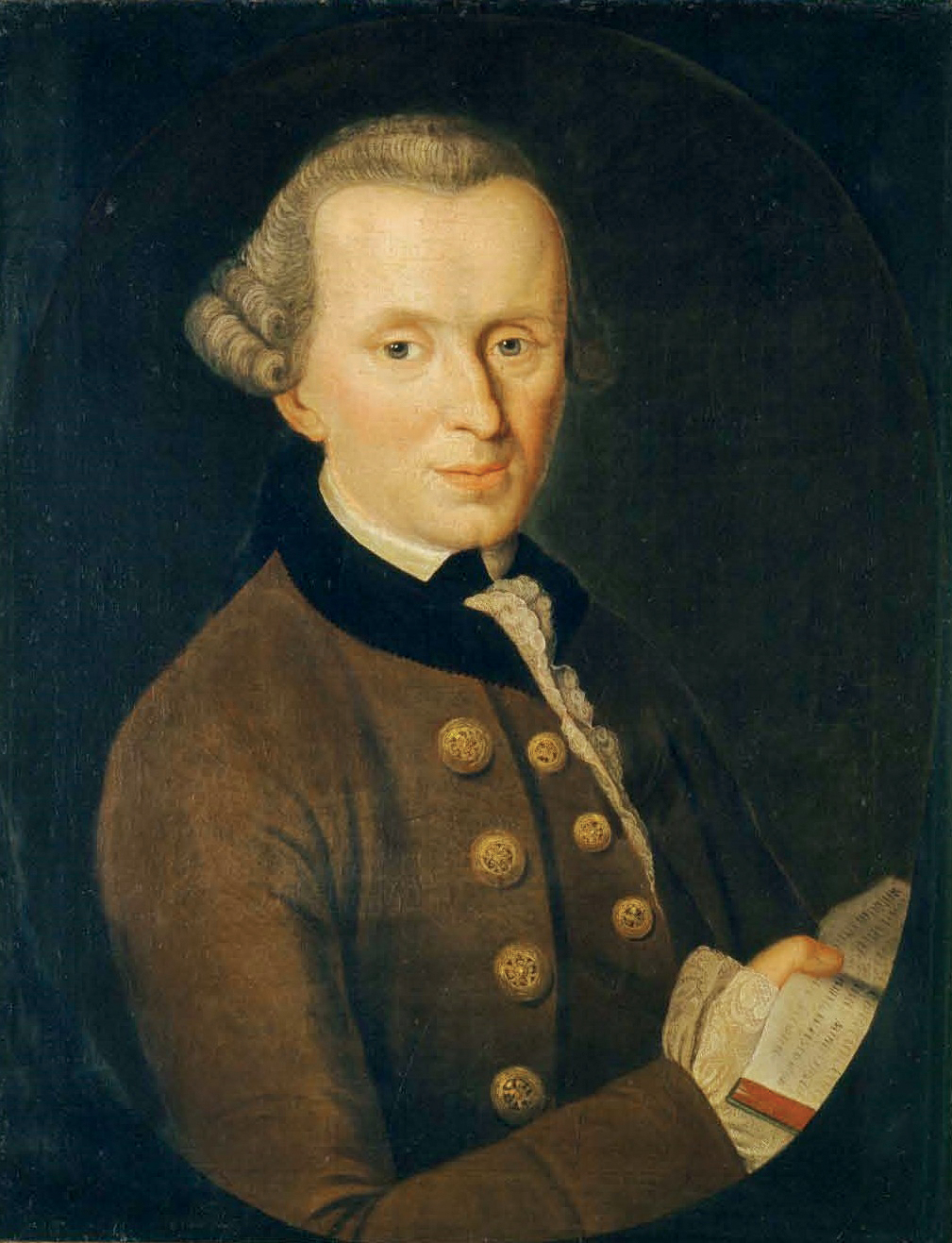
Immanuel Kant, padre del criticismo.

El criticismo es una filosofía basada en los trabajos éticos, epistemológicos y metafísicos de Immanuel Kant. Kant es conocido por su teoría deontológica, donde existe un único vínculo moral, el "Imperativo categórico", derivado del concepto de deber. Los criticistas creen que todas las acciones se realizan de acuerdo con alguna máxima o principio subyacente, y para que las acciones sean éticas, deben cumplir con el imperativo categórico.
En pocas palabras, la prueba es que uno debe universalizar la máxima (imagine que todas las personas actuaron de esta manera) y luego ver si aún sería posible realizar la máxima en el mundo sin contradicción. En Fundamentación de la metafísica de las costumbres, Kant da el ejemplo de una persona que busca pedir dinero prestado sin tener la intención de devolverlo. Esto es una contradicción porque si fuera una acción universal, ninguna persona prestaría más dinero porque sabe que nunca se le devolverá el dinero. La máxima de esta acción, dice Kant, resulta en una contradicción en la posibilidad de concebir (y por lo tanto contradice el deber perfecto).
Kant también negó que las consecuencias de un acto de alguna manera contribuyan al valor moral de ese acto, su razonamiento es que el mundo físico está más allá del control total y, por lo tanto, uno no puede ser considerado responsable de los eventos que ocurren en él.

### El sentido de la vida durante la Edad Moderna

#### Utilitarismo
Los orígenes del utilitarismo se remontan hasta Epicuro, pero, como escuela de pensamiento, se le atribuye a Jeremy Bentham, quien descubrió que "la naturaleza ha colocado a la humanidad bajo el gobierno de dos maestros soberanos, el dolor y el placer." Luego, a partir de esa visión moral, derivó la Regla de la Utilidad: "que lo bueno es lo que trae la mayor felicidad al mayor número de personas". Él definió el significado de la vida como el "principio de mayor felicidad". 
El principal defensor de Jeremy Bentham fue James Mill, un filósofo importante en su época, y padre de John Stuart Mill. El joven Mill fue educado por los principios de Bentham, incluyendo la transcripción y el resumen de gran parte del trabajo de su padre.

#### Nihilismo
El nihilismo sugiere que la vida no tiene un significado objetivo.
Friedrich Nietzsche caracterizó el nihilismo como vaciar el mundo, y especialmente la existencia humana, de significado, de propósito, de verdad comprensible y de valor esencial; sucintamente, el nihilismo es el proceso de "devaluar los valores más altos". Al ver al nihilista como un resultado natural de la idea de que Dios está muerto, e insistiendo en que era algo para superar, su cuestionamiento de los valores negadores de la vida del nihilista le devolvió el significado a la Tierra.
Es decir Nietzsche no era nihilista, sino que era vitalista.

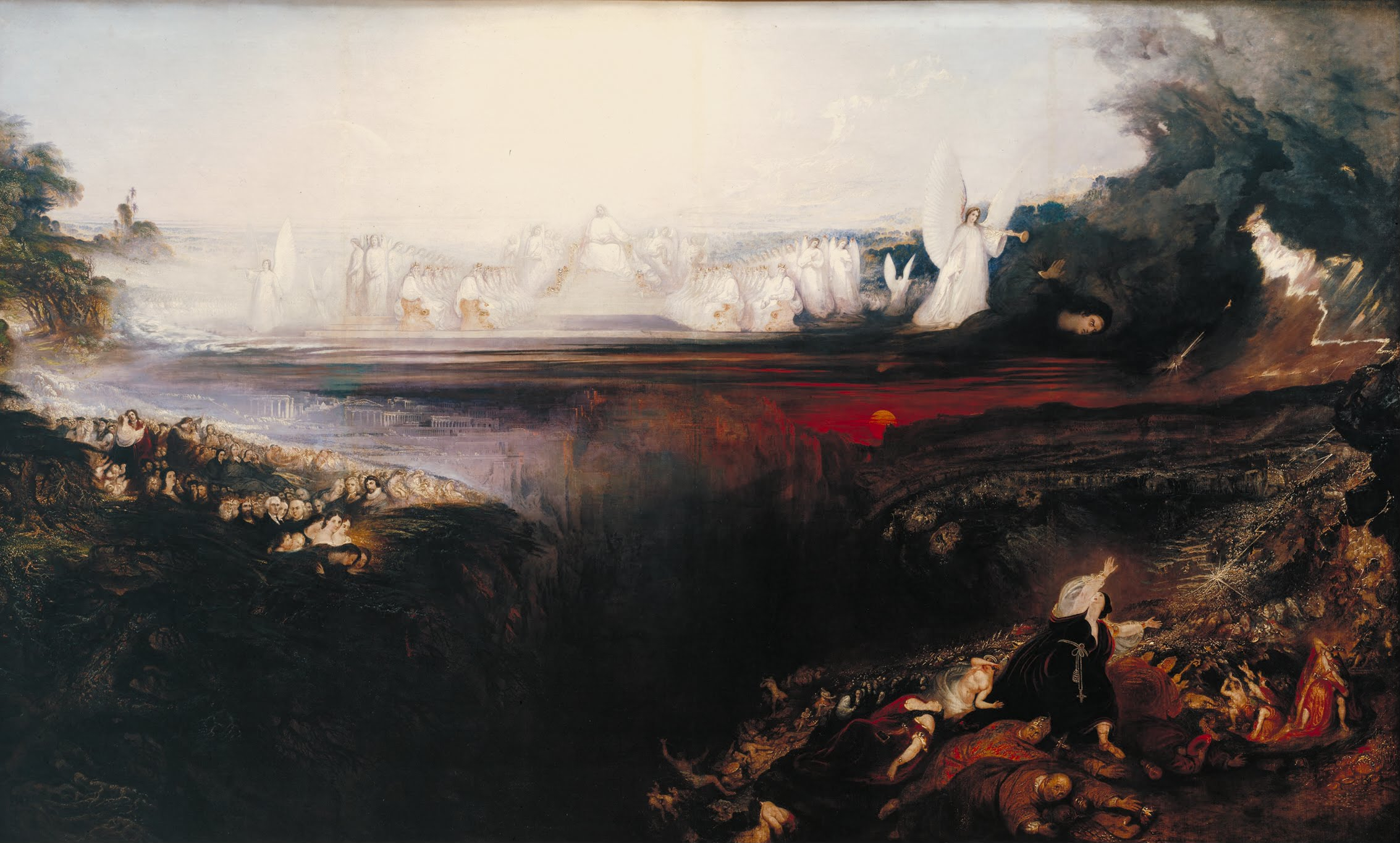
El fin del mundo de John Martin

Para Martin Heidegger, el nihilismo es el movimiento por el cual se olvida el "ser" y se transforma en valor, en otras palabras, la reducción del ser al valor de cambio. Heidegger, de acuerdo con Nietzsche, vio en la llamada "muerte de Dios" una fuente potencial para el nihilismo:
Si Dios, como fundamento y objetivo suprasensorial, de toda realidad, está muerto; Si el mundo suprasensorial de las Ideas ha sufrido la pérdida de su poder obligatorio y, sobre todo, su poder vitalizante y edificante, entonces no queda nada a lo que el Hombre pueda aferrarse, y por lo que pueda orientarse. 
El filósofo francés Albert Camus afirma que lo absurdo de la condición humana es que las personas buscan valores y significados externos en un mundo que no tiene ninguno y les es indiferente. Camus escribe sobre el valor nihilista de Meursault, pero también sobre valores en un mundo nihilista, que la gente puede en cambio esforzarse por ser "nihilistas heroicos", viviendo con dignidad frente al absurdo, viviendo con "santidad secular", solidaridad fraterna, y rebelión contradictoria y trascender la indiferencia del mundo.

### El sentido de la vida en la Filosofía Contemporánea
La era actual ha visto cambios radicales en las concepciones formales y populares de la naturaleza humana. El conocimiento desvelado por la ciencia moderna ha reescrito la relación de la humanidad con el mundo natural. Los avances en medicina y tecnología han liberado a los humanos de importantes limitaciones y dolencias que en épocas anteriores era imposible solucionar; y la filosofía, particularmente después del giro lingüístico, ha alterado la forma en que se conciben las relaciones que las personas tienen consigo mismas y entre sí. Las preguntas sobre el significado de la vida también han sufrido cambios radicales, desde los intentos de revaluar la existencia humana en términos biológicos y científicos (como en el pragmatismo y el positivismo lógico) hasta los esfuerzos por plantear metateorías sobre la creación de significado en tanto que actividad personal, movida por el individuo (existencialismo, humanismo). 

#### Pragmatismo
El pragmatismo se originó a fines del siglo XIX en los Estados Unidos, se refiere a la verdad como aquella situación, pensamiento, acción u objeto que es útil en lo práctico. Así, la proposición «en verano hace calor» es verdadera si constituye una buena guía para la acción, esto es, si resulta útil para cualquier persona que la considere verdadera. Hay que entender el criterio de utilidad como una apelación a comprobar en la práctica la verdad de las proposiciones, sin caricaturizar la premisa básica. Además, el pragmatismo postula que todo lo útil y práctico no siempre es cierto, argumentando que lo que más contribuye al bien más humano a largo plazo es cierto. En la práctica, las afirmaciones teóricas deben ser prácticamente verificables, es decir, uno debería ser capaz de predecir y probar afirmaciones, y que, en última instancia, las necesidades de la humanidad deberían guiar la investigación intelectual humana.
Los filósofos pragmáticos sugieren que la comprensión práctica y útil de la vida es más importante que la búsqueda de una verdad abstracta poco práctica sobre la vida. William James argumentó que la verdad podía hacerse, pero no buscarse. Para un pragmático, el significado de la vida solo se puede descubrir a través de la experiencia.

#### Existencialismo
Según el existencialismo, cada persona establece el significado de su vida; la vida no está determinada por un dios sobrenatural o una autoridad terrenal, uno es libre en voluntad y conciencia. Como tal, las directrices éticas principales del individuo son la acción, la libertad y la decisión, por lo que el existencialismo se opone al racionalismo y al positivismo. En la búsqueda del sentido de la vida, el existencialista utiliza la razón como método para responder a "la gran pregunta", partiendo de las motivaciones o respuestas que les dan otras personas; esto da lugar a que el individuo experimente emociones como ansiedad o pavor, pues concluye considerando que el libre albedrío y la conciencia son culminantes en el momento de la muerte.
De acuerdo a Jean-Paul Sartre, la existencia precede a la esencia; la esencia de la vida de uno surge solo después de que uno llega a la existencia. No se trata de una escuela filosófica homogénea ni tampoco una sistematizada y sus seguidores se caracterizan, principalmente, por sus reacciones contra la filosofía tradicional y por derivar en nuevas corrientes de pensamiento tras llevar a cabo la reflexión filosófica sobre el sentido de la vida de forma existencialista. 
Como Kierkegaard que establece los fundamentos del absurdismo u Ortega y Gasset que abre una nueva corriente que él denomina: existencialismo antirracionalista.

#### Absurdismo
El absurdismo es un movimiento filosófico cuyo principal representante es Albert Camus. Esta corriente de pensamiento habla de la falta de significado tanto para el Universo como para la vida misma. Al vivir en este absurdo constante, el ser humano busca una respuesta al dilema. Filósofos del absurdo como Camus o Kierkegaard intentan dar no una, sino tres respuestas en sus escritos. Estas son:
El suicidio: La opción más radical de las tres, que debido a su naturaleza de acabar con la vida es descartada.

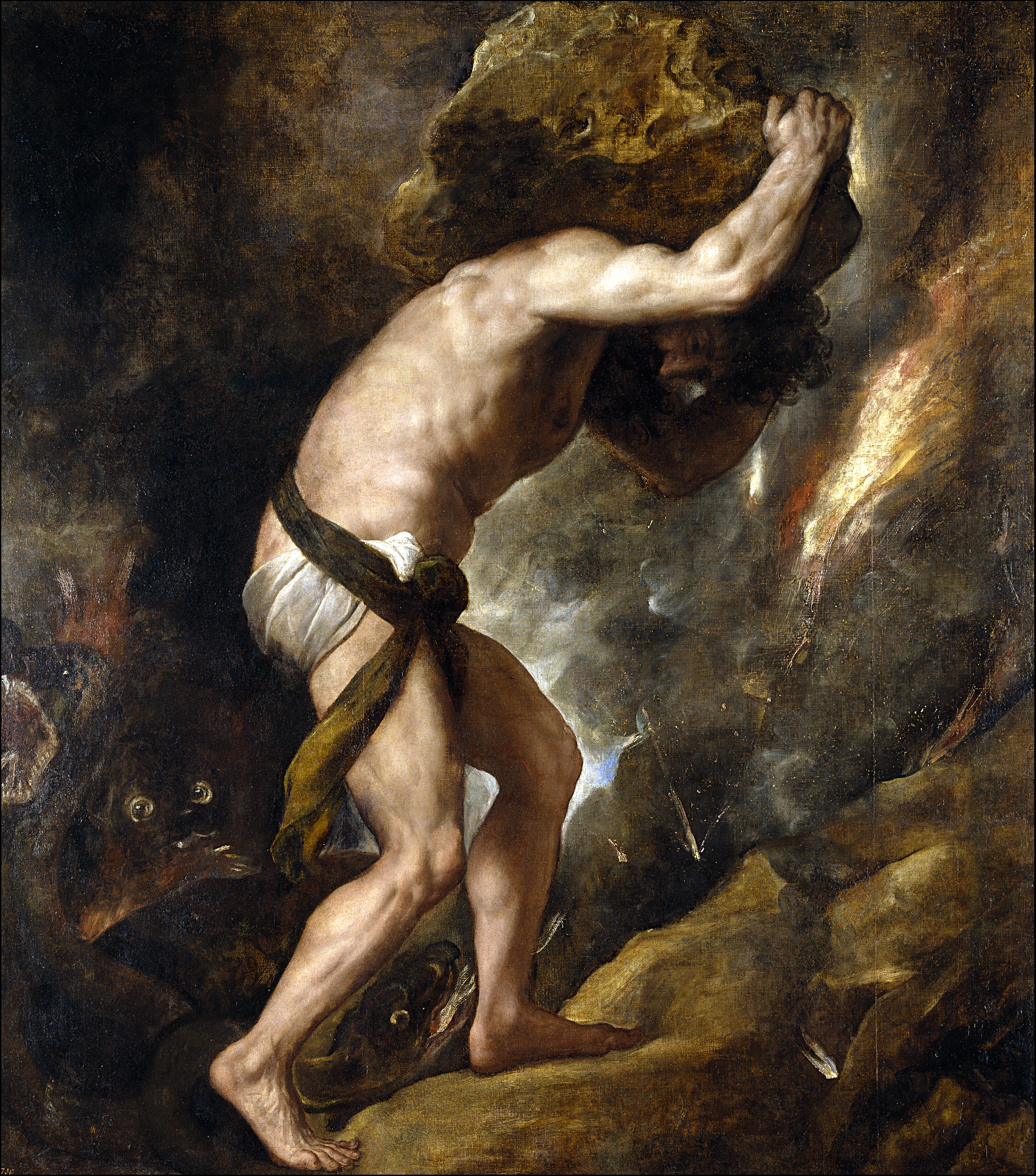
Sisyphus, por Tiziano, 1549. Sísifo es el personaje mitológico usado por Camus como alegoría del comportamiento que el ser humano tiene o a de tener frente el absurdo mundo. Normalmente al Sísifo de Camus se le añade el epíteto: Feliz. "Hay que imaginarse a Sísifo feliz"

La creencia espiritual/religiosa: Es la idea, de creer en una realidad paralela a la par que divina, la cual goza de la justificación de existir, justificación que la vida terrenal no tiene. Para Kierkegaard, todo aquello que sea creer en la existencia de algo más allá del absurdo y que este más allá tenga sentido, es en si una creencia religiosa. Para Camus, este hecho es la muerte de la filosofía interna del ser humano.
La asimilación del Absurdo: es la idea óptima; según esta corriente, es la acción de asimilar el nulo sentido de la existencia pero seguir viviendo; de esta forma podremos aprovechar en su totalidad nuestra corta existencia. Camus en "La peste" da esta respuesta como la solución final. 

#### Humanismo
El humanismo en concreto el humanismo secular asegura que el ser humano actual es fruto de una serie de generaciones evolutivas no guiadas como expresión propia de la naturaleza.
De este modo el saber humano es solo resultado de los experimentos y observaciones dirigidas bajo el método científico y no inducido por una fuerza divina. Así pues, la realidad es definida según el paradigma vigente, al igual que el valor de la misma. Los humanistas seculares aseguran que la personalidad y modo de ser de cada uno, es solo resultado del comportamiento interno de nuestro organismo en relación con el entorno y cultura.
Como consecuencia de esto, el humanismo busca fomentar y crear un contexto vital, es decir: un entorno, adecuado y seguro para que todos los individuos puedan desarrollarse de forma plena y ética. Para posteriormente usar al ser humano como catalizador de un bien común, que sería la felicidad.
Así, los humanistas entienden que el sentido de la vida debe de enfocarse de forma personal, pues todo el mundo llegará a la misma respuesta: "ser feliz".
Un análisis exhaustivo de estas perspectivas fue publicado en la Enciclopedia Filosófica de Standford por el profesor T. Metz

## Perspectivas filosóficas orientales
Igualmente dentro de la filosofía oriental, podemos encontrar términos y conceptos que abarcan o definen el concepto de sentido de la vida, tales como el concepto japonés de Ikigai.

### China

#### Mohismo
Los filósofos mohistas creían que el propósito de la vida era el amor universal e imparcial. El mohismo promovió una filosofía de cuidado imparcial: una persona debe preocuparse por igual por todos los demás individuos, independientemente de su relación real con él o ella.  La expresión de este cuidado indiscriminado es lo que hace que un hombre sea un ser justo en el pensamiento mohista. Esta defensa de la imparcialidad fue objeto de ataques por parte de las otras escuelas filosóficas chinas, sobre todo de los confucianos, que creían que, si bien el amor debía ser incondicional, no debía ser indiscriminado. Por ejemplo, los niños deben tener un mayor amor por sus padres que por extraños al azar.

## Perspectivas religiosas
Las perspectivas religiosas del sentido de la vida son aquellas ideologías que explican la vida en términos de una finalidad implícita no definida por los humanos. Las principales organizaciones religiosas y laicas están de acuerdo en que el núcleo de la religión es la llamado Regla de oro: trata a los demás tal como te gustaría que te tratasen a ti.

### Religiones abrahámicas

#### Judaísmo
Desde la perspectiva del judaísmo, el sentido de la vida consiste en elevar el mundo físico y prepararlo para el mundo por venir, la así llamada era mesiánica. Este futuro mundo también puede referirse a la vida espiritual después de la muerte; hay debates sobre el orden escatológico. Sin embargo, el judaísmo no se centra en la salvación personal, sino en las acciones comunales (entre persona y persona) e individuales (entre persona y Dios).
El rasgo principal de la fe judía es la creencia en un Dios omnisciente, omnipotente y providente, que habría creado el universo y elegido al pueblo judío para revelarle la ley contenida en los Diez Mandamientos y las prescripciones rituales de los libros tercero y cuarto de la Torá. Consecuentemente, las normas derivadas de tales textos y de la tradición oral constituyen la guía de vida de los judíos, aunque la observancia de las mismas varía mucho de unos grupos a otros.

#### Cristianismo
El cristianismo tiene las raíces en el judaísmo, lo cual explica que comparta muchos aspectos de la fe de éste. Las creencias centrales se derivan de las enseñanzas de Jesucristo, tal como se presenta en el Nuevo Testamento. En el cristianismo, el propósito de la vida es alcanzar la salvación divina mediante la gracia de Dios y la intercesión de Cristo. El Nuevo Testamento dice que Dios desea tener relación con los humanos tanto en esta vida como en la que ha de venir, y eso solo es posible si se perdonan los pecados.
Desde el punto de vista cristiano, los humanos fueron creados a imagen y semejanza de Dios, pero tras el pecado original libremente cometido por los primeros humanos, la humanidad quedó marcada por el pecado. La pasión, muerte y resurrección de Cristo ofrece los medios para trascender este estado impuro. El proceso concreto para lograr la salvación a través de Cristo varía según las confesiones, pero en todas ellas el punto de partida es la fe en Cristo y las escrituras.
La forma de pensar de la Iglesia católica queda muy bien expresada a través del llamado principio y fundamento de san Ignacio de Loyola: 

El hombre es criado para alabar, hacer reverencia y servir a Dios nuestro Señor y, mediante esto, salvar su alma.
Ejercicios Espirituales, nº. 23

##### Mormonismo
Según el mormonismo, la finalidad de la vida en la Tierra es alcanzar conocimientos, tener experiencias y disfrutar. Los mormones creen que los humanos son literalmente hijos espirituales del Dios padre, y por tanto tienen el potencial de avanzar hasta convertirse en él.

#### Islam
Para la religión Islámica, el deber último del hombre es la adoración y sumisión a Alá. La mejor forma de adorar a Alá es seguir los cinco pilares del Islam: Shahadah, Salat, Zakah, Sawm y Hajj. Que serían: Profesión de fe, rezo, caridad, deber de ayuno en Ramadán y peregrinar a la Meca. Para las corrientes sunitas y ahmadiyyasies el fin último es el decreto divino y posterior entrada al paraíso. 
Para los chiitas es hacer valer la justicia divina en la Tierra, ganándose así la capacidad de entrar en el jardín de Alá. Mientras que para los sufíes, el Universo existe solo por el mero goce de Dios, siendo Alá la recompensa. 
La visión sufí del significado de la vida se deriva del hadiz qudsi que dice: "Yo (Dios) era un Tesoro Escondido y amaba ser conocido. Por lo tanto, creé la Creación para que pudiera ser conocido". Una posible interpretación de este punto de vista es que el significado de la vida para un individuo es conocer la naturaleza de Dios, y el propósito de toda la creación es revelar esa naturaleza y probar su valor como el tesoro supremo, que es Dios. Sin embargo, este hadiz se afirma en diversas formas y se interpreta de diversas maneras entre las distintas doctrinas, tales, como 'Abdu'lBahá de la Fe Bahá'í, y en Ibn'Arabi' s Fusus al-Hikam.

### Religiones orientales

##### Hinduismo
El hinduismo consta de varias ramas muy distinguidas entre sí. Por lo que no goza de unas escrituras canónicas universales. Las concepciones de cada rama tienen conceptos parcialmente diferentes con respecto a la doctrina de la vida, la muerte y la redención. Para muchos la vida es estar de acuerdo con las tradiciones, plasmadas en los "cuatro objetivos", a saber, Artha (prosperidad), Kama (deseo), Dharma (deber, moralidad) y finalmente, como último objetivo, Moksha, la salvación. Para los seguidores de la doctrina monista Advaita, Moksha significa absorción en la "conciencia cósmica". Para los seguidores de la doctrina Dvaita, el amor de Dios (Bhakti) tiene un valor central, por tanto la vida significa para ellos es la comunión eterna con Dios.

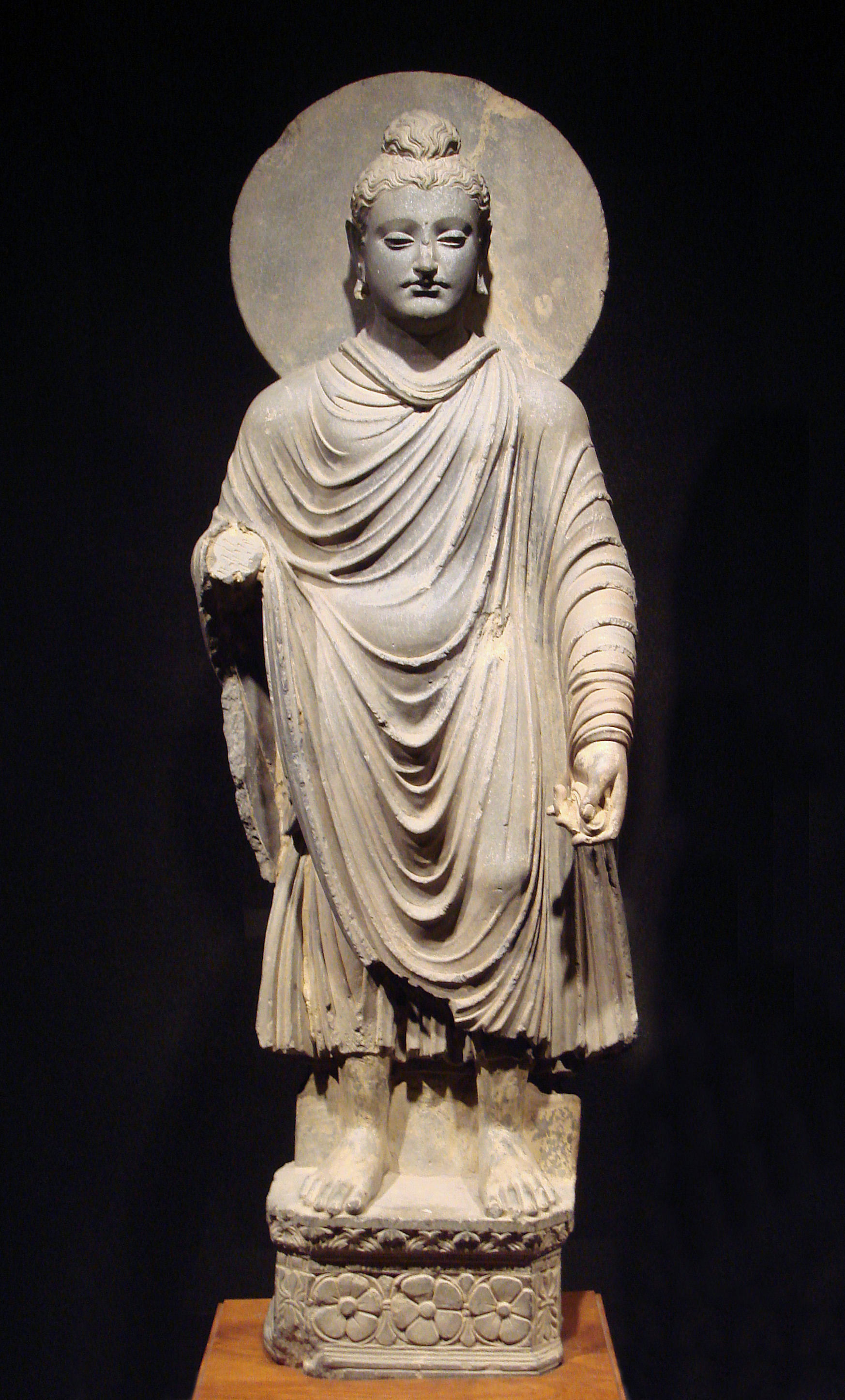
Estatua de Buda. La primera persona en alcanzar el Nirvana, en la tradición Budista.

#### Budismo
Los budistas plantean el sentido de la vida desde la idea de practicar el malestar y el bienestar. Los budistas buscan la raíz de su malestar para, de esta forma, poder deshacerse de ella. Por ejemplo, una causa de sufrimiento es un apego extremo a cosas materiales e inmateriales. El budismo, ni en sus sutras ni tantras plantean de forma directa "el propósito o sentido de la vida", sino que hablan de la capacidad de adaptación del individuo para eliminar aquello que le causa malestar, sin reprimir ni negar nada, por ejemplo controlando los antojos o depurando de forma positiva las relaciones interpersonales pues de esta forma se alcanzara el Nirvana. Es decir, para los budistas alcanzar el Nirvana es el fin último de la vida, sin embargo, este estado solo se puede alcanzar con el equilibrio espiritual, emocional y físico tal y como predicó Buda.
Sin embargo, el Budismo goza de distintas ramas de pensamiento. El budismo theravada, es decir el más primitivo en la práctica, habla del concepto de Vibhajjavada, el cual expone que la comprensión del equilibrio viene cuando el individuo es capaz de analizar y razonar de forma crítica los eventos y pensamientos que a él le suceden, despojándose así de la fe ciega. Esta capacidad crítica provendría en su parte del seguimiento de los consejos de las enseñanzas de los más sabios y la puesta en práctica de la Cuatro Nobles Verdades. De esta forma se logra el Nirvana, la práctica del Noble Óctuple Sendero también ayuda.
Por otro lado, existe la doctrina del Budismo Mahayanna. En esta escuela de pensamiento se restan importancia a la visión tradicional (que todavía se practica en Theravada) de la liberación del sufrimiento individual (Dukkha) y el logro del Despertar (Nirvana). En el Mahayana, el que alcanza el Nirvana es visto como un ser eterno, inmutable, inconcebible y omnipresente. Los principios fundamentales de la doctrina Mahayana se basan en la posibilidad de la liberación universal del sufrimiento para todos los seres y la existencia de la naturaleza búdica trascendente, que es la esencia búdica eterna presente, pero oculta y no reconocida, en todos los seres vivos.
Dentro de esta escuela, es remarcable decir que las subdivisiones como la Zen o la Vajrayana tibetana, hablan de la reencarnación como forma de ayudar a todos los seres a alcanzar el Nirvana.

#### Taoísmo
En la cosmogonía taoísta se establece que todos los seres deben de volver a un estado primordial, de este modo serán uno con el Universo. Los taoístas afirman que el origen de todo emana del Taiji y Tao, y de conocer la verdadera esencia de estos dos, se alcanzará la comprensión temporal de la materia existencial. Pues solo con la introspección se puede conocer la razón de nuestra existencia, afirman los Taoístas.
Es decir, el sentido de la vida dentro de la línea de pensamiento Taoísta, habla de que el sentido de la vida, es único para cada ser y que este debe descubrirlo por sí mismo, pero que sea cual sea el sentido de cada individuo, el destino último de cada uno es volver al Universo.

#### Sintonismo
El sintoísmo es la religión nativa de Japón. Sintoísmo significa "el camino de los kami", pero más específicamente, se puede tomar como "la encrucijada divina donde el kami elige su camino". La encrucijada "divina" significa que todo el universo es espíritu divino. Este fundamento del libre albedrío, elegir el propio camino, significa que la vida es un proceso creativo. El sintoísmo quiere que la vida viva, no que muera. El sintoísmo ve la muerte como contaminación y considera la vida como el reino donde el espíritu divino busca purificarse a sí mismo mediante el autodesarrollo legítimo. El sintoísmo quiere que la vida humana individual se prolongue para siempre en la tierra como una victoria del espíritu divino en la preservación de su personalidad objetiva en sus formas más elevadas. La presencia del mal en el mundo, tal como la concibe el sintoísmo, no embrutece la naturaleza divina al imponer a la divinidad la responsabilidad de ser capaz de aliviar el sufrimiento humano mientras se niega a hacerlo. Los sufrimientos de la vida son los sufrimientos del espíritu divino en busca del progreso en el mundo objetivo. 

## Perspectivas psicológicas

### Psicología actual

#### Psicología existencial
Es una rama de la psicología que toma como base los postulados del existencialismo.
Según esta rama psicológica, el individuo asume naturalmente cierta pasividad ante la vida, debido a una supuesta falta de capacidad para enfrentarla, por lo que es necesario hacerle ver un amplio campo de decisión y libertad, en cada decisión directa e indirecta que toma en su día a día. Da una importancia fundamental al futuro mediante el desarrollo y potencial de cada ser humano, percibiendo el tiempo como un "corazón de la existencia" perceptible sólo mediante la experiencia.

#### Logoterapia
La logoterapia es una psicoterapia que propone que la voluntad de sentido es la motivación primaria del ser humano a través de la autotrascendencia.

## En la literatura de ficción

### Guía del autoestopista galáctico
Douglas Adams, escritor de Guía del autoestopista galáctico, proporciona «42» como respuesta al sentido de la vida. Esta respuesta ha sido y es interpretada de muchas formas por otros escritores y aficionados, los cuales buscan una justificación sólida del porqué de dicho número en concreto como respuesta.

## En la educación

### Un campo en crecimiento
La preocupación científica por el concepto de sentido de la vida se ha visto reavivada durante los últimos cuarenta años. Desde la década de los 80 del pasado siglo, el interés por el sentido de la vida como concepto ha presentado un auge incremental en lo que a volumen de publicaciones se refiere.La reflexión pedagógica no ha sido ajena a esta tendencia. En los últimos años, son varios los autores que se han acercado a las posibilidades y retos que el concepto de sentido de la vida presenta en términos educativos, fundamentalmente dentro del ámbito de la filosofía de la educación.
Algunas investigaciones recientes sobre el concepto de sentido de la vida, abordado a partir de los acontecimientos, tanto personales como externos, ponen de manifiesto que posibilitan un escenario educativo mediante el cual explorar diferentes vías de desarrollo íntimo, así como de construcción de sentido personal. Con ello están surgiendo hoy día reflexiones de carácter pedagógico que ponen de manifiesto la importancia del desarrollo de aspectos relacionados con la interioridad, como son los sentimientos y las emociones, como constructoras o posibilitadoras de sentido. La educación, entendida como proceso de culturización, es decir, como proceso que proporcione los elementos indispensables para que la persona pueda desarrollar sus potencialidades dentro del ámbito cultural donde se ubican y desarrollan, implica, al mismo tiempo, una consideración sobre las concepciones culturales existentes sobre el sentido de la vida.Al respecto, parece importante detenerse en la necesidad de potenciar el pensamiento crítico como herramienta educativa vinculada al desarrollo de sentido.
Algunas de las formas de aproximación educativa al concepto de sentido de la vida, sobre las que recientemente se están aportando trabajos reflexivos en términos pedagógicos, son el desarrollo moral, las narrativas de vida y la introspección personal.